# Palasah (Palasah)
Palasah is een bestuurslaag in het regentschap Majalengka van de provincie West-Java, Indonesië. Palasah telt 3426 inwoners (volkstelling 2010).